# امپراتریس میونگ‌سونگ
امپراتریس میونگ‌سونگ (انگلیسی: Empress Myeongseong؛ ۱۷ نوامبر ۱۸۵۱ – ۸ اکتبر ۱۸۹۵ (۴۳ ساله)) به‌طور غیررسمی به عنوان ملکه مین شناخته می‌شود، اولین همسر رسمی گوجونگ کره، بیست و ششمین پادشاهی چوسان و اولین امپراتریس امپراتوری کره بود.